# 인성여자중학교
인성여자중학교(仁聖女子中學校)는 대한민국 인천광역시 중구 송학동2가에 있는 사립 중학교이다.

## 학교 연혁
- 1952년 5월 15일 : 보성여중 인천분교로 개교
- 1954년 5월 1일 : 제일여자중학교로 개명
- 1954년 12월 31일 : 재단법인 제일학원 설립인가
- 1954년 12월 31일 : 초대 이사장 이기혁 목사 취임
- 1955년 3월 29일 : 인성여자중학교로 개칭, 설립인가(6학급)
- 1955년 3월 29일 : 초대 김용겸 교장 취임
- 1955년 3월 29일 : 제1회 졸업식(27명)
- 1964년 4월 23일 : 학교법인 제일학원으로 변경
- 1968년 2월 29일 : 체육관 개관
- 1969년 12월 30일 : 신축 교사 준공
- 2000년 11월 1일 : 제9대 이사장 손신철 목사 취임
- 2018년 2월 8일 : 제64회 졸업식 (95명 졸업, 연누계 15,055명)
- 2024년 3월 1일 : 제16대 문기석 교장 취임

## 참고 자료
- 인성여자중학교 - 한국교육학술정보원 학교알리미